# Lonchophylla
Lonchophylla är ett släkte av fladdermöss som ingår i familjen bladnäsor.

## Beskrivning
Arterna når en kroppslängd (huvud och bål) av 45 till 65 mm och en svanslängd av 7 till 10 mm. Mindre arter som Lonchophylla mordax väger cirka 8,5 g och större arter som Lonchophylla robusta väger något över 16 g. Dessa fladdermöss har allmänt en rödbrun päls på ovansidan och en ljusare päls på buken. Nosen är långsträckt och hudfliken vid näsan (bladet) är smal. De skiljer sig från andra släkten i underfamiljen Glossophaginae genom avvikande detaljer av skallens och tändernas konstruktion.
Släktets medlemmar förekommer i Sydamerika och södra Centralamerika. De vistas i regnskogar och andra fuktiga habitat. Individerna vilar i trädens håligheter och ibland i grottor. De jagar insekter och äter dessutom frukter, pollen och nektar. Vid viloplatsen bildas vanligen mindre flockar.

## Taxonomi
Arter enligt Catalogue of Life och Wilson & Reeder (2005):
- Lonchophylla bokermanni, sydöstra Brasilien.
- Lonchophylla dekeyseri, centrala Brasilien.
- Lonchophylla handleyi, Ecuador och Peru.
- Lonchophylla hesperia, Ecuador och Peru.
- Lonchophylla mordax, östra Brasilien.
- Lonchophylla robusta, Nicaragua till norra Sydamerika.
- Lonchophylla thomasi, norra Sydamerika och Panama.

Till släktet räknas numera också:
- Lonchophylla cadenai, Colombia och Ecuador.
- Lonchophylla chocoana, Colombia och Ecuador.
- Lonchophylla concava, Colombia, Ecuador, Panama.
- Lonchophylla fornicata, Colombia.
- Lonchophylla orcesi, Ecuador.
- Lonchophylla orienticollina, Venezuela, Colombia och Ecuador.
- Lonchophylla pattoni, Peru.

Året 2015 tillkom med Lonchophylla inexpectata ytterligare en art.